# Festiwal Laureatów Konkursów Muzycznych
Festiwal Laureatów Konkursów Muzycznych – ogólnopolski festiwal muzyki i sztuki wokalnej, odbywający się w Bydgoszczy co dwa lata od 1994 r. Biorą w nim udział młodzi muzycy-laureaci wyróżnieni w krajowych i międzynarodowych festiwalach i konkursach. 

## Historia
Festiwal został powołany do istnienia w 1994 r. przez Impresariat Mazowieckiego Centrum Kultury w Warszawie (obecnie MIK), które do współpracy zaprosiło Akademię Muzyczną w Bydgoszczy. Była to jedyna tego typu impreza kulturalna, w której występowali laureaci polskich konkursów muzycznych. Festiwal organizowany co dwa lata, miał charakter ewolucyjny i wzbudzał duże zainteresowanie ze strony profesjonalnych krytyków, mediów, menedżerów, jak i publiczności. W każdej kolejnej edycji wprowadzano nowe elementy, np. w 1996 r. dołączyły bydgoskie instytucje muzyczne: Filharmonia Pomorska i Opera Nova, a wśród uczestników znaleźli się przedstawiciele wszystkich Akademii Muzycznych w kraju, w 1998 r. wprowadzono koncerty kompozytorskie, a w 2002 r. zorganizowano Międzynarodową Sesję Naukową „Muzyczne regiony Europy”, w której uczestniczyli reprezentanci uczelni muzycznych z Ukrainy, Niemiec i Włoch.

## Charakterystyka
Festiwal odbywa się co 2 lata, w listopadzie. Miejscem koncertów jest bydgoska Akademia Muzyczna. Podstawowym jego celem jest promocja artystów (zwłaszcza młodych), których umiejętności zostały zweryfikowane w krajowych i międzynarodowych konkursach muzycznych. Postulowanym celem festiwalu jest rola targów wykonawców w gestii zainteresowania pracodawców krajowych instytucji muzycznych (filharmonie, orkiestry, zespoły muzyczne itp.)
Uczestnikami Festiwalu są młodzi dyrygenci, kompozytorzy, wokaliści, instrumentaliści reprezentujący rozmaite specjalności (pianiści, skrzypkowie, wiolonczeliści, kontrabasiści, trębacze, gitarzyści) oraz zespoły baletowe i taneczne. Artyści prezentują swoje umiejętności podczas koncertów symfonicznych, kameralnych oraz recitali solowych.
Stałym elementem festiwalu jest tzw. Gala Wokalna oraz koncerty towarzyszące, których zadaniem jest promocja artystów reprezentujących bydgoską uczelnię. Dotychczas gośćmi 
specjalnymi festiwalu byli m.in.: Wanda Wiłkomirska, Urszula Bartkiewicz, Jerzy Godziszewski, zespół Collegium Vocale, a także znani krytycy muzyczni: Jan Popis, Józef Kański, Andrzej Sułek, Grzegorz Michalski, Bogusław Kaczyński.
Dla melomanów Festiwal Laureatów Konkursów Muzycznych stanowi okazję spotkania z utalentowaną młodzieżą artystyczną, zaś dla społeczności studenckiej stwarza możliwość konfrontacji umiejętności artystycznych. Wśród uczestników festiwalu znaleźli się także laureaci konkursów wywodzący się z Akademii Muzycznej w Bydgoszczy. Laureatem Konkursu w 2000 r. został 13-letni Rafał Blechacz, późniejszy zwycięzca Międzynarodowego Konkursu Pianistycznego im. Fryderyka Chopina (2005).